# Guglielmi (cognome)
Guglielmi è un cognome di lingua italiana.

## Varianti
Bigli, Biglia, Bigliardi, Biglietti, Biglietto, Biglio, De Guglielmo, Di Guglielmo, Gelmi, Ghielmi, Ghiglia, Ghigliani, Ghigliazza, Ghiglieri, Ghiglini, Ghiglione, Ghiglioni, Ghigliotti, Guglielmelli, Guglielmetti, Guglielminetti, Guglielmini, Guglielmino, Guglielmo, Guglielmone, Guglielmoni, Guglielmotti, Guglielmucci, Guiglia, Guillot, Lelmi, Lembi, Lembo, Lemma, Lemme, Lemmi, Lemmo, Memi, Memmi, Memmo, Memo, Memoli, Memon, Minelli, Minetti, Vielmetti, Vielmi, Vielmini, Viglia, Vigliani, Viglietti, Viglino, Viglione, Viglioni, Vigliotti.

## Origine e diffusione
Il cognome è tipicamente panitaliano.
Potrebbe derivare dal prenome Guglielmo.
Le varianti Ghielmi e Gelmi sono lombarde e venete; De Guglielmo e Di Guglielmo sono meridionali; Guglielmino è siciliano; Ghiglia e Guiglia sono liguri; Biglia, Viglia, Vigliani e Vigliotti sono lombardi, piemontesi, emiliani e campani; Viglione è meridionale; Lemmi e Lelmi sono toscani; Lembo e Lemmo sono meridionali; Memmi, Memo e Memon sono veneti; Memoli è campano; Guglielminetti è centro-settentrionale.

## Persone
- Marco Guglielmi (1926-2005) – attore italiano
- Massimo Guglielmi  – regista italiano
- Massimo Guglielmi (n. 1970) – ex canottiere italiano